# Frits Bolkestein

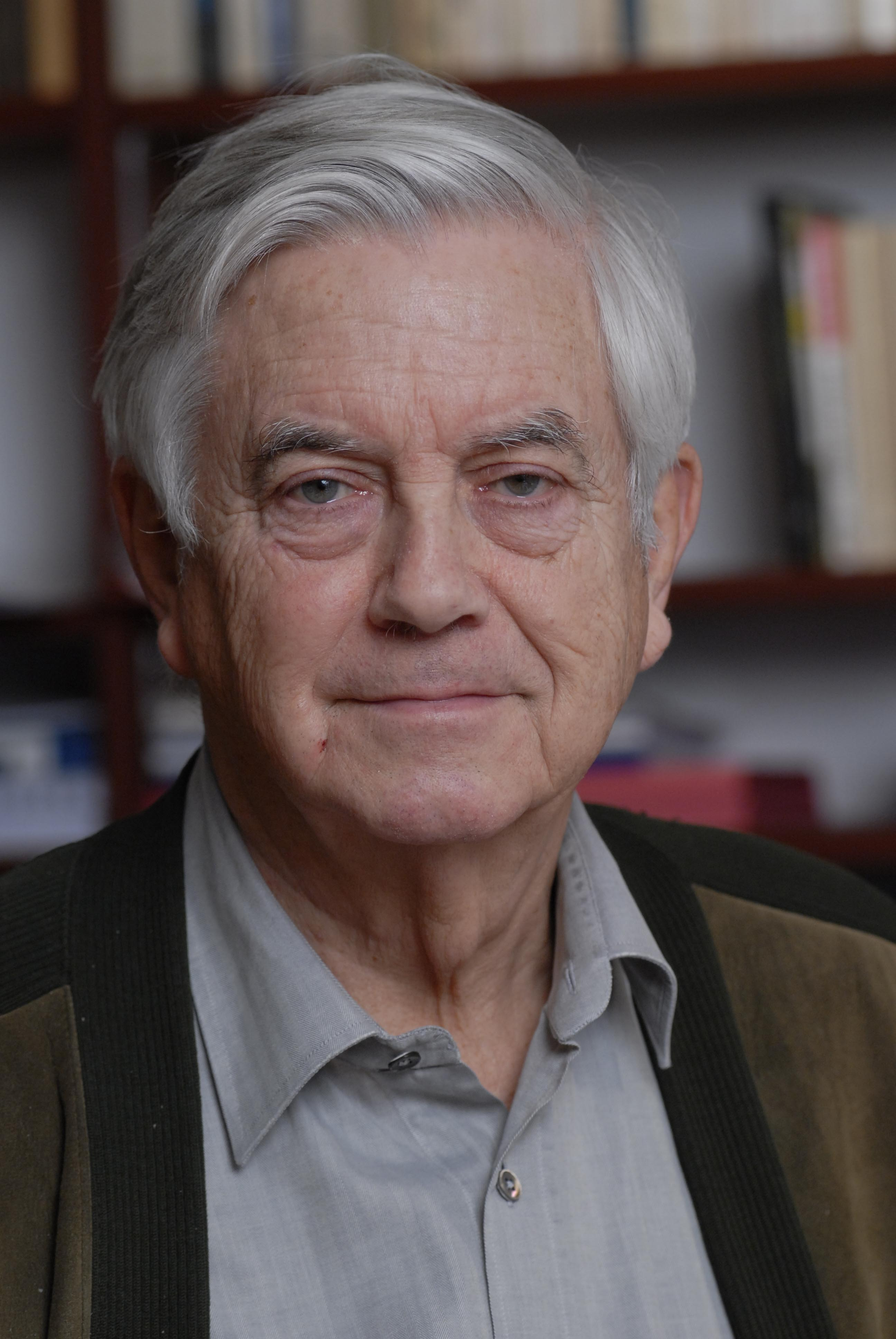
Frits Bolkestein

Frederik „Frits” Bolkestein (n. 4 aprilie 1933, Amsterdam, Țările de Jos – d. 17 februarie 2025, Olanda de Nord, Țările de Jos) a fost un om politic neerlandez din partea Partidului Popular pentru Libertate și Democrație.

## Biografie
Frits Bolkestein a fost nepotul politicianului liberal Gerrit Bolkestein (1871-1956), ministru al educației, artelor și științelor în guvernul Țărilor de Jos (1939-1940), apoi în guvernul neerlandez în exil (1940-1945). 
În perioadele 1978-1982 și 1986-1988 a fost membru al Camerei Reprezentanților din Țările de Jos. În perioada 1988 - 1989 a fost ministrul apărării.
Este autorul unui act legislativ, numit și Directiva Bolkenstein, care stabilește regimul juridic al pieței unice pentru serviciile din cadrul UE, proiect care a stârnit controverse și mișcări de protest.
În perioada 1999 - 2004 a fost comisar european pentru piața internă și servicii în Comisia Prodi.